# Campionati mondiali di nuoto in vasca corta 1999
I quarti Campionati mondiali di nuoto in vasca corta si sono svolti ad Hong Kong (Cina) dal 1º al 4 aprile 1999.

## Medagliere
| Posizione | Paese         |   |    |   | Totale |
| --------- | ------------- | - | -- | - | ------ |
| 1         | Australia     | 9 | 11 | 7 | 27     |
| 2         | Giappone      | 6 | 2  | 1 | 9      |
| 3         | Gran Bretagna | 4 | 5  | 4 | 13     |
| 4         | Svezia        | 4 | 4  | 3 | 11     |
| 5         | Stati Uniti   | 3 | 1  | 0 | 4      |
| 6         | Slovacchia    | 3 | 0  | 0 | 3      |
| 7         | Paesi Bassi   | 2 | 3  | 5 | 10     |
| 8         | Ucraina       | 2 | 1  | 1 | 4      |
| 9         | Cuba          | 2 | 0  | 0 | 2      |
| 10        | Cina          | 1 | 3  | 2 | 6      |
| 11        | Germania      | 1 | 1  | 0 | 2      |
| 12        | Russia        | 1 | 0  | 3 | 4      |
| 13        | Danimarca     | 1 | 0  | 2 | 3      |
| 14        | Finlandia     | 1 | 0  | 0 | 1      |
| 15        | Canada        | 0 | 3  | 5 | 8      |
| 16        | Sudafrica     | 0 | 2  | 0 | 2      |
| 17        | Polonia       | 0 | 1  | 2 | 3      |
| 18        | Italia        | 0 | 1  | 1 | 2      |
| 19        | Argentina     | 0 | 1  | 0 | 1      |
| 20        | Slovenia      | 0 | 0  | 2 | 2      |
| 20        | Turchia       | 0 | 0  | 2 | 2      |

## Piscina 25 m

### 50 m stile libero
| Posizione | Atleta       | Paese       | Tempo |
| --------- | ------------ | ----------- | ----- |
|           | Mark Foster  | Regno Unito | 21.81 |
|           | José Meolans | Argentina   | 21.84 |
|           | Mark Veens   | Paesi Bassi | 21.88 |

| Posizione | Atleta          | Paese       | Tempo    |
| --------- | --------------- | ----------- | -------- |
|           | Inge de Bruijn  | Paesi Bassi | 24.35 RE |
|           | Jenny Thompson  | Stati Uniti | 24.57    |
|           | Alison Sheppard | Regno Unito | 24.97    |

### 100 m stile libero
| Posizione | Atleta              | Paese     | Tempo |
| --------- | ------------------- | --------- | ----- |
|           | Lars Frölander      | Svezia    | 47.05 |
|           | Michael Klim        | Australia | 47.49 |
|           | Bartosz Kizierowski | Polonia   | 47.75 |

| Posizione | Atleta         | Paese       | Tempo |
| --------- | -------------- | ----------- | ----- |
|           | Jenny Thompson | Stati Uniti | 53.24 |
|           | Sandra Völker  | Germania    | 53.76 |
|           | Sue Rolph      | Regno Unito | 53.78 |

### 200 m stile libero
| Posizione | Atleta                    | Paese       | Tempo      |
| --------- | ------------------------- | ----------- | ---------- |
|           | Ian Thorpe                | Australia   | 1:43.28 RM |
|           | Michael Klim              | Australia   | 1:43.78    |
|           | Pieter van den Hoogenband | Paesi Bassi | 1:44.39    |

| Posizione | Atleta            | Paese      | Tempo   |
| --------- | ----------------- | ---------- | ------- |
|           | Martina Moravcová | Slovacchia | 1:56.11 |
|           | Caini Qin         | Cina       | 1:57.26 |
|           | Josefin Lillhage  | Svezia     | 1:57.46 |

### 400 m stile libero
| Posizione | Atleta                | Paese     | Tempo      |
| --------- | --------------------- | --------- | ---------- |
|           | Grant Hackett         | Australia | 3:35.01 RM |
|           | Ian Thorpe            | Australia | 3:35.64    |
|           | Massimiliano Rosolino | Italia    | 3:42.81    |

| Posizione | Atleta            | Paese  | Tempo   |
| --------- | ----------------- | ------ | ------- |
|           | Nadejda Chemezova | Russia | 4:05.23 |
|           | Caini Qin         | Cina   | 4:06.34 |
|           | Joanne Malar      | Canada | 4:06.83 |

### 800 m stile libero
| Posizione | Atleta           | Paese     | Tempo   |
| --------- | ---------------- | --------- | ------- |
|           | Hua Chen         | Cina      | 8:20.13 |
|           | Rachel Harris    | Australia | 8:23.36 |
|           | Flavia Rigamonti | Svizzera  | 8:26.38 |

### 1500 m stile libero
| Posizione | Atleta          | Paese       | Tempo    |
| --------- | --------------- | ----------- | -------- |
|           | Grant Hackett   | Australia   | 14:32.87 |
|           | Graeme Smith    | Regno Unito | 14:45.41 |
|           | Daniel Kowalski | Australia   | 14:51.44 |

### 50 m dorso
| Posizione | Atleta           | Paese     | Tempo |
| --------- | ---------------- | --------- | ----- |
|           | Rodolfo Falcón   | Cuba      | 24.34 |
|           | Mariusz Siembida | Polonia   | 24.41 |
|           | Matt Welsh       | Australia | 24.70 |

| Posizione | Atleta          | Paese     | Tempo |
| --------- | --------------- | --------- | ----- |
|           | Sandra Völker   | Germania  | 27.63 |
|           | Mai Nakamura    | Giappone  | 27.73 |
|           | Kellie McMillan | Australia | 28.29 |

### 100 m dorso
| Posizione | Atleta           | Paese     | Tempo |
| --------- | ---------------- | --------- | ----- |
|           | Rodolfo Falcón   | Cuba      | 52.44 |
|           | Matt Welsh       | Australia | 52.45 |
|           | Mariusz Siembida | Polonia   | 53.27 |

| Posizione | Atleta            | Paese    | Tempo   |
| --------- | ----------------- | -------- | ------- |
|           | Mai Nakamura      | Giappone | 58.67   |
|           | Kelly Stefanyshyn | Canada   | 1:00.43 |
|           | Erin Gammel       | Canada   | 1:00.49 |

### 200 m dorso
| Posizione | Atleta            | Paese     | Tempo   |
| --------- | ----------------- | --------- | ------- |
|           | Josh Watson       | Australia | 1:54.67 |
|           | Mark Versfeld     | Canada    | 1:55.42 |
|           | Sergei Ostapchouk | Russia    | 1:55.61 |

| Posizione | Atleta            | Paese       | Tempo   |
| --------- | ----------------- | ----------- | ------- |
|           | Mai Nakamura      | Giappone    | 2:06.49 |
|           | Helen Don-Duncan  | Regno Unito | 2:08.18 |
|           | Kelly Stefanyshyn | Canada      | 2:09.51 |

### 50 m rana
| Posizione | Atleta           | Paese    | Tempo |
| --------- | ---------------- | -------- | ----- |
|           | Dmytri Kraevskyy | Ucraina  | 27.40 |
|           | Patrik Isaksson  | Svezia   | 27.57 |
|           | Remo Lütolf      | Svizzera | 27.59 |

| Posizione | Atleta        | Paese     | Tempo |
| --------- | ------------- | --------- | ----- |
|           | Masami Tanaka | Giappone  | 30.80 |
|           | Penny Heyns   | Sudafrica | 30.88 |
|           | Xue Han       | Cina      | 31.24 |

### 100 m rana
| Posizione | Atleta              | Paese  | Tempo |
| --------- | ------------------- | ------ | ----- |
|           | Patrik Isaksson     | Svezia | 59.69 |
|           | Domenico Fioravanti | Italia | 59.88 |
|           | Morgan Knabe        | Canada | 59.93 |

| Posizione | Atleta         | Paese     | Tempo   |
| --------- | -------------- | --------- | ------- |
|           | Masami Tanaka  | Giappone  | 1:06.38 |
|           | Penny Heyns    | Sudafrica | 1:06.47 |
|           | Samantha Riley | Australia | 1:07.50 |

### 200 m rana
| Posizione | Atleta            | Paese     | Tempo   |
| --------- | ----------------- | --------- | ------- |
|           | Phil Rogers       | Australia | 2:08.72 |
|           | Ryan Mitchell     | Australia | 2:08.73 |
|           | Dmitri Komornikov | Russia    | 2:09.18 |

| Posizione | Atleta        | Paese     | Tempo      |
| --------- | ------------- | --------- | ---------- |
|           | Masami Tanaka | Giappone  | 2:20.22 RM |
|           | Penny Heyns   | Sudafrica | 2:24.27    |
|           | Hui Qi        | Cina      | 2:25.65    |

### 50 m farfalla
| Posizione | Atleta       | Paese       | Tempo |
| --------- | ------------ | ----------- | ----- |
|           | Mark Foster  | Regno Unito | 23.61 |
|           | Qiang Zhang  | Cina        | 23.87 |
|           | Joris Keizer | Paesi Bassi | 23.96 |

| Posizione | Atleta                | Paese       | Tempo |
| --------- | --------------------- | ----------- | ----- |
|           | Jenny Thompson        | Stati Uniti | 26.18 |
|           | Anna-Karin Kammerling | Svezia      | 26.21 |
|           | Inge de Bruijn        | Paesi Bassi | 26.41 |

### 100 m farfalla
| Posizione | Atleta         | Paese       | Tempo |
| --------- | -------------- | ----------- | ----- |
|           | Lars Frölander | Svezia      | 51.45 |
|           | Michael Klim   | Australia   | 51.56 |
|           | James Hickman  | Regno Unito | 51.60 |

| Posizione | Atleta          | Paese       | Tempo |
| --------- | --------------- | ----------- | ----- |
|           | Jenny Thompson  | Stati Uniti | 57.65 |
|           | Johanna Sjöberg | Svezia      | 57.74 |
|           | Ayari Aoyama    | Giappone    | 58.29 |

### 200 m farfalla
| Posizione | Atleta           | Paese       | Tempo   |
| --------- | ---------------- | ----------- | ------- |
|           | James Hickman    | Regno Unito | 1:52.71 |
|           | Takashi Yamamoto | Giappone    | 1:54.68 |
|           | Denys Sylantyev  | Ucraina     | 1:55.41 |

| Posizione | Atleta         | Paese     | Tempo      |
| --------- | -------------- | --------- | ---------- |
|           | Mette Jacobsen | Danimarca | 2:06.52 RE |
|           | Petria Thomas  | Australia | 2:06.53    |
|           | Sophia Skou    | Danimarca | 2:08.29    |

### 100 m misti
| Posizione | Atleta         | Paese     | Tempo |
| --------- | -------------- | --------- | ----- |
|           | Jani Sievinen  | Finlandia | 54.18 |
|           | Matthew Dunn   | Australia | 54.77 |
|           | Jacob Andersen | Danimarca | 55.05 |

| Posizione | Atleta            | Paese      | Tempo      |
| --------- | ----------------- | ---------- | ---------- |
|           | Martina Moravcová | Slovacchia | 1:00.20 RE |
|           | Lori Munz         | Australia  | 1:01.40    |
|           | Oxana Verevka     | Russia     | 1:01.55    |

### 200 m misti
| Posizione | Atleta        | Paese       | Tempo   |
| --------- | ------------- | ----------- | ------- |
|           | Matthew Dunn  | Australia   | 1:55.81 |
|           | James Hickman | Regno Unito | 1:56.51 |
|           | Marcel Wouda  | Paesi Bassi | 1:58.63 |

| Posizione | Atleta            | Paese      | Tempo      |
| --------- | ----------------- | ---------- | ---------- |
|           | Martina Moravcová | Slovacchia | 2:08.55 RE |
|           | Yana Klochkova    | Ucraina    | 2:10.67    |
|           | Lori Munz         | Australia  | 2:11.48    |

### 400 m misti
| Posizione | Atleta         | Paese       | Tempo   |
| --------- | -------------- | ----------- | ------- |
|           | Matthew Dunn   | Australia   | 4:06.05 |
|           | Marcel Wouda   | Paesi Bassi | 4:09.29 |
|           | Frederik Hviid | Spagna      | 4:10.92 |

| Posizione | Atleta          | Paese   | Tempo   |
| --------- | --------------- | ------- | ------- |
|           | Yana Klochkova  | Ucraina | 4:32.32 |
|           | Joanne Malar    | Canada  | 4:34.90 |
|           | Lourdes Becerra | Spagna  | 4:38.44 |

### 4 x 100 m stile libero
| Posizione | Atleta                                                           | Paese       | Tempo      |
| --------- | ---------------------------------------------------------------- | ----------- | ---------- |
|           | Chris Fydler Todd Pearson Ian Thorpe Michael Klim                | Australia   | 3:11.21    |
|           | Mark Veens Johan Kenkhuis Marcel Wouda Pieter van den Hoogenband | Paesi Bassi | 3:11.57 RE |
|           | Dan Lindström Lars Frölander Matthias Ohlin Daniel Carlsson      | Svezia      | 3:12.69    |

| Posizione | Atleta                                                          | Paese       | Tempo   |
| --------- | --------------------------------------------------------------- | ----------- | ------- |
|           | Alison Sheppard Claire Huddart Karen Pickering Sue Rolph        | Regno Unito | 3:36.88 |
|           | Thamar Henneken Wilma van Hofwegen Chantal Groot Inge de Bruijn | Paesi Bassi | 3:39.40 |
|           | Lori Munz Rebecca Creedy Melanie Dodd Sarah Ryan                | Australia   | 3:39.82 |

### 4 x 200 m stile libero
| Posizione | Atleta                                                                 | Paese       | Tempo      |
| --------- | ---------------------------------------------------------------------- | ----------- | ---------- |
|           | Pieter van den Hoogenband Johan Kenkhuis Martijn Zuijdweg Marcel Wouda | Paesi Bassi | 7:04.48 RE |
|           | Gavin Meadows Sion Brinn Paul Palmer Edward Sinclair                   | Regno Unito | 7:07.20    |
|           | Mark Johnston Brian Johns Rick Say Yannick Lupien                      | Canada      | 7:08.02    |

| Posizione | Atleta                                                           | Paese       | Tempo      |
| --------- | ---------------------------------------------------------------- | ----------- | ---------- |
|           | Josefin Lillhage Louise Jöhncke Johanna Sjöberg Malin Svahnström | Svezia      | 7:51.70 RM |
|           | Claire Huddart Karen Legg Nicola Jackson Karen Pickering         | Regno Unito | 7:53.98    |
|           | Lori Munz Jacinta van Lint Rebecca Creedy Giaan Rooney           | Australia   | 7:55.81    |

### 4 x 100 m misti
| Posizione | Atleta                                                       | Paese       | Tempo      |
| --------- | ------------------------------------------------------------ | ----------- | ---------- |
|           | Matt Welsh Phil Rogers Michael Klim Chris Fydler             | Australia   | 3:29.88 RM |
|           | Mattias Ohlin Patrik Isaksson Daniel Carlsson Lars Frölander | Svezia      | 3:30.32 RE |
|           | Neil Willey Darren Mew James Hickman Sion Brinn              | Regno Unito | 3:32.25    |

| Posizione | Atleta                                                         | Paese     | Tempo      |
| --------- | -------------------------------------------------------------- | --------- | ---------- |
|           | Mai Nakamura Masami Tanaka Ayari Aoyama Sumika Minamoto        | Giappone  | 3:57.62 RM |
|           | Giaan Rooney Samantha Riley Petria Thomas Lori Munz            | Australia | 4:00.37    |
|           | Therese Alshammar Maria Östling Johanna Sjöberg Louise Jöhncke | Svezia    | 4:00.84 RE |